# August Hillebrand
August Hillebrand (* 17. Dezember 1888 in Hennersdorf, Kreis Grottkau; † 17. April 1953 in Jessen oder Lommatzsch) war ein deutscher Landwirt und Politiker (DBP, dann DStP).

## Leben und Wirken
Hillebrand wuchs als Sohn einer katholischen Bauernfamilie in Schlesien auf. Nach dem Besuch der Volksschule in Hennersdorf und eines Gymnasiums in Neiße ging er zeitweise in den Staatsdienst. Im Ersten Weltkrieg kämpfte er als Oberleutnant und wurde mit dem Eisernen Kreuz beider Klassen ausgezeichnet. 1919 wurde er Landwirt in Hennersdorf. In der jungen Weimarer Republik beteiligte er sich an der Gründung der Deutschen Bauernschaft. In dieser brachte er es unter anderem zum Vorstandsmitglied der Bauernschaft in Berlin. Außerdem war er der 2. Vorsitzende des Schlesischen Bauernbundes in Breslau.
Für die Deutsche Bauernpartei (DBP) beziehungsweise für die Deutsche Staatspartei (DStP) gehörte Hillebrand von 1928 bis 1932 dem Reichstag in Berlin als Abgeordneter für den Wahlkreis 7 an. Rudolf Morsey zitiert in seiner Biografie des späteren Bundespräsidenten Heinrich Lübke, der den Wahlkampf Hillebrands unterstützte, den Brief eines Zeitgenossen, wonach Hillebrands Wiederwahl in den Reichstag im September 1930 den Bauernbund „schweres Geld gekostet“ habe und er so der „teuerste Mann im Reichstag“ der Legislaturperiode von September 1930 bis Juli 1932 gewesen sei.
Nach der Machtergreifung Adolf Hitlers 1933 wurde Hillebrand von den Nationalsozialisten aus allen Ämtern entfernt und unter Polizeiaufsicht gestellt. Nachdem er bei Kriegsende 1945 vor der Roten Armee aus seiner schlesischen Heimat hatte fliehen müssen, ließ Hillebrand sich in Jessen/Lommatzsch nieder.
Zur selben Zeit schloss Hillebrand sich der Christlich Demokratischen Union (CDU) in der Sowjetischen Besatzungszone an. Als Begründer des CDU-Ortsverbandes in Lommatzsch und Mitbegründer der CDU in Sachsen wurde er zu einem der wichtigsten Christ-Demokratischen Politiker in der jungen DDR. Zwischen September und Dezember 1947 sowie von September 1948 bis April 1952 gehörte Hillebrand dem geschäftsführenden Hauptvorstand der CDU an. Im selben Gremium leitete er von März 1950 bis April 1953 den Ausschuss für Land- und Forstwirtschaft. Von Juni 1950 bis Juli 1952 saß Hillebrand zudem im Landesvorstand der CDU in Sachsen und von Dezember 1951 bis August 1952 amtierte er als stellvertretender Landesvorsitzender. Von März 1948 bis zu seinem Tode 1953 gehörte er schließlich dem Volksrat beziehungsweise der Volkskammer der DDR als Abgeordneter an. In dieser Zeit engagierte er sich in besonderem Maße dafür, aus den ehemals deutschen Ostgebieten vertriebene Landwirte in der DDR zu unterstützen und ihnen Siedlungsland in der DDR zu geben.